# Cozma (Mureș)
Cozma (veraltet Cosma; ungarisch Kozmatelke) ist eine Gemeinde im Kreis Mureș in der Region Siebenbürgen in Rumänien.

## Geographische Lage

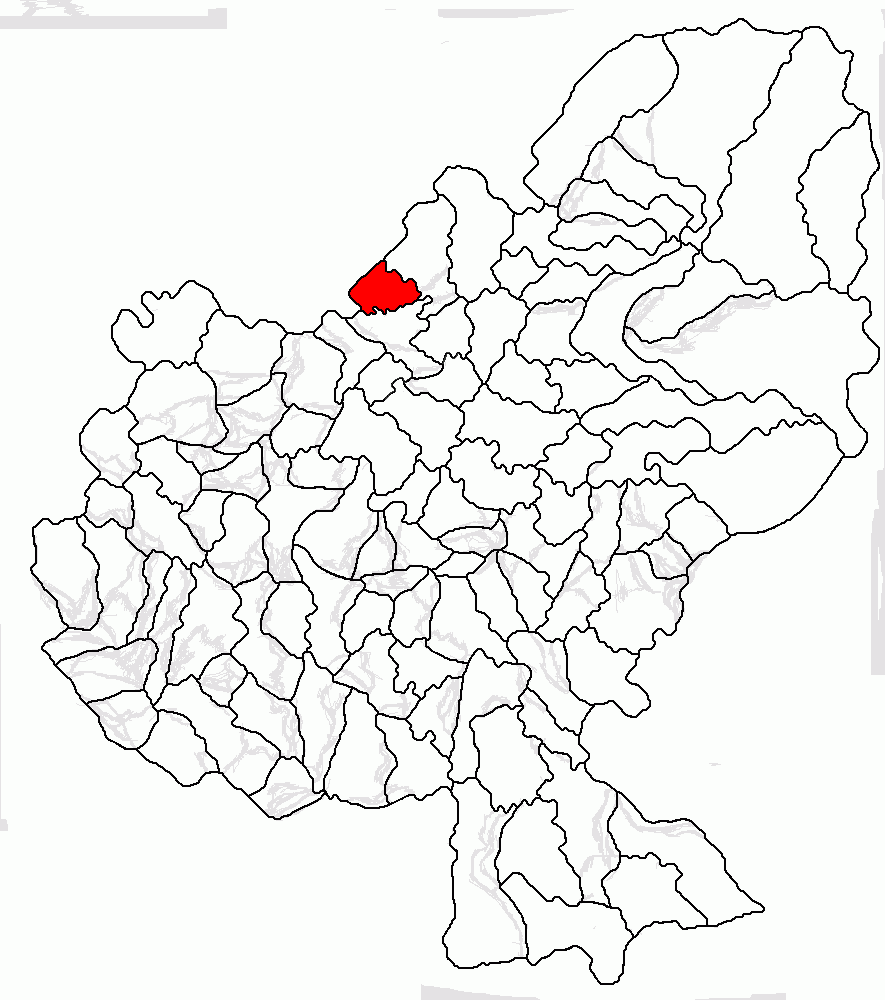
Lage der Gemeinde Cozma im Kreis Mureș

Die Gemeinde Cozma liegt in der Siebenbürgischen Heide (Câmpia Transilvaniei), Teil des Siebenbürgischen Beckens. Am Bach Agriș und der Kreisstraße (drum județean) DJ 162A befindet sich der Ort Cozma 20 Kilometer westlich von der Stadt Reghin (Sächsisch-Regen) und etwa 45 Kilometer nördlich von der Kreishauptstadt Târgu Mureș (Neumarkt am Mieresch).

## Geschichte
Der Ort Cozma wurde 1231 erstmals urkundlich erwähnt.
Auf dem Areal des eingemeindeten Dorfes Socolu de Câmpie (Mikldorf) wurde ein archäologischer Fund nach Angaben von József Hampel und Márton Roska der Bronzezeit zugeordnet. Einige der gefundenen Gegenstände befinden sich in einem Budapester Museum.
Im Königreich Ungarn gehörte der Ort dem Stuhlbezirk Teke in der Gespanschaft Klausenburg anschließend dem historischen Kreis Mureș und ab 1950 dem heutigen Kreis Mureș an.

## Bevölkerung
Die Bevölkerung der Gemeinde Cozma entwickelte sich wie folgt:
| 1850 | 1.504 | 1.445 | 20 | - | 39 |
| 1941 | 2.260 | 2.151 | 92 | - | 17 |
| 2002 | 644   | 640   | -  | - | 4  |
| 2011 | 562   | 551   | 2  | - | 9  |
| 2021 | 515   | 498   | 7  | 2 | 8  |

Seit 1850 wurde auf dem Gebiet der heutigen Gemeinde die höchste Einwohnerzahl und die der Magyaren 1941 registriert. Die höchste Anzahl der Rumänen (2.227) wurde 1956, der Roma (34) 1850 und die der Rumäniendeutschen (5) wurde 1910 ermittelt.

## Sehenswürdigkeiten
- Im Gemeindezentrum die Ruine einer ehemaligen Kirche und ein Friedhof aus dem 14. Jahrhundert, stehen unter Denkmalschutz.[6]